# Cầu Rouelle
Cầu Rouelle (tiếng Pháp: Pont Rouelle) là một cầu đường sắt bắc qua sông Seine thuộc địa phận Paris, Pháp. Đây là một trong số 3 cây cầu cắt ngang qua Île aux Cygnes, nó được sử dụng cho đường C (tuyến Vallée de Montmorency - Invalides) của RER (hệ thống đường sắt nội thị của Paris).
| Métro Paris | Bến tàu điện ngầm: Bir-Hakeim |

## Lịch sử
Cầu Rouelle được xây dựng từ năm 1899 đến 1900, đây là một trong số các công trình được xây dựng ở Paris cho dịp Triển lãm thế giới 1900. Từ năm 1937 nó bị ngừng sử dụng và cầu chỉ mở cửa trở lại vào năm 1988.
Cầu bao gồm 4 phần khác nhau. Ở bờ phải là một vòm gạch bắc ngang qua đường bờ sông, tiếp đó là một vòm kim loại bắc ngang qua sông không có trụ tạm thời, phần ở trên Île aux Cygnes là một vòm đá để người đi bộ có thể di dưới gầm cầu và phần cuối là một cầu có 2 trụ đỡ trên sông Seine bắc sang bờ trái.

## Hình ảnh

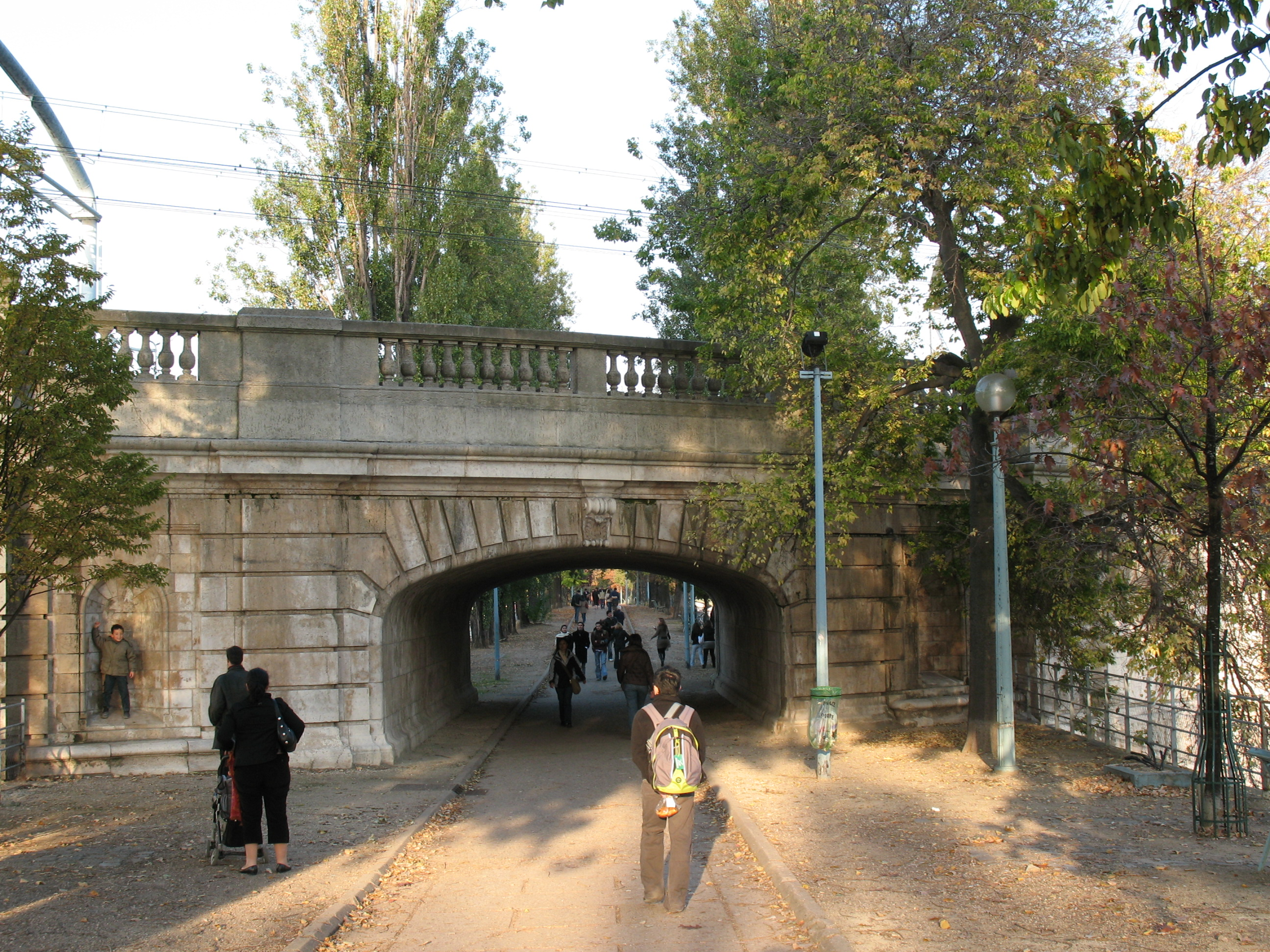
Phần cắt qua Île aux Cygnes
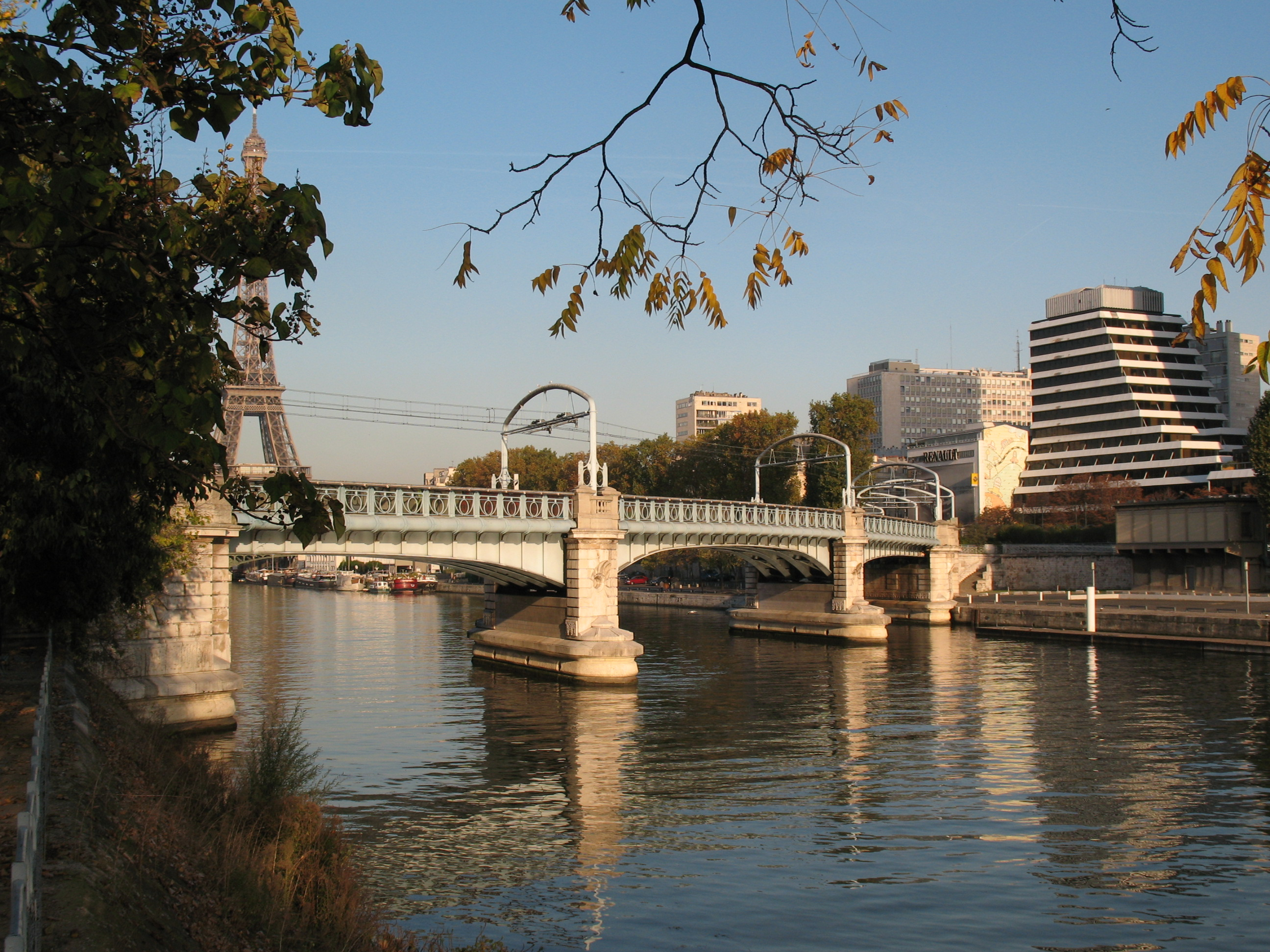
Nhánh cầu ở bờ trái
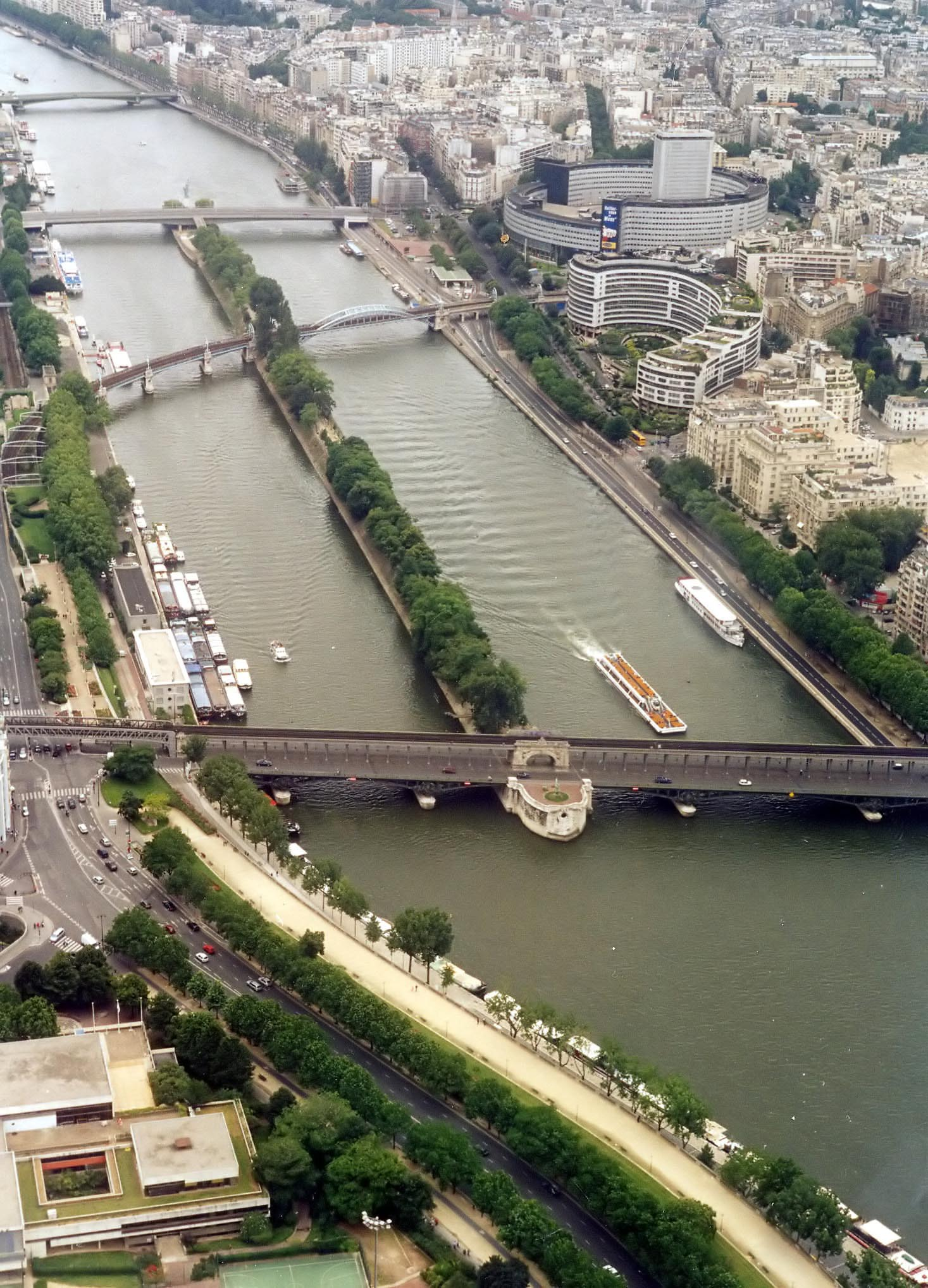
Cầu Rouelle, thứ hai từ dưới lên

| \| \| Vị trí trên sông Seine \| | \| \| Vị trí trên sông Seine \|    | \| \| Vị trí trên sông Seine \| |
| Hạ lưu: Cầu Grenelle            | Vị trí trên sông Seine trong Paris | Thượng lưu: Cầu Bir-Hakeim      |
| ------------------------------- | ---------------------------------- | ------------------------------- |
|                                 | Vị trí trên sông Seine             |                                 |